# S/2003 J 3
S/2003 J 3（Eupheme）は、木星の第60衛星。2003年にハワイ大学のスコット・S・シェパードが率いるチームによって発見され、S/2003 J 3 という仮符号が与えられた。S/2003 J 3 の軌道傾斜角は 147.547° で、木星の自転とは逆向きに公転する逆行衛星である。アナンケ群に属する衛星だと考えられている。

## 発見と名称
観測にはすばる望遠鏡、カナダ・フランス・ハワイ望遠鏡、ハワイ大学の望遠鏡が用いられた。S/2003 J 3 は2003年の発見報告以来しばらくの間観測報告が無く、見失われた状態にあった。しかし2017年になって再発見され、同年10月5日に Jupiter LX という確定番号が与えられた。
2019年2月にS/2003 J 3を含む5つの衛星の名称を一般公募すると発表され、選考の結果、同年8月にEuphemeという名称がS/2003 J 3の固有名として国際天文学連合に承認された。Euphemeという名称はゼウスの孫娘で、ヘーパイストスとアグライアーの娘に当たる精霊エウペーメーに因んでいる。